# Furtbek
Die Furtbek ist ein kleiner Hamburger Bach. Er durchfließt den äußeren Nordosten des Stadtgebiets.

## Geographie
Der Bach beginnt in dem Tümpel auf dem Gelände des Gymnasiums Buckhorn im Hamburger Stadtteil Volksdorf. Sein Einzugsgebiet liegt nördlich und südlich der Straße Im Regestall. Er fließt in westlicher Richtung und mündet im Naturschutzgebiet Hainesch/Iland oberhalb der Alten Mühle  in die dort aufgestaute  Saselbek. Die Furtbek ist somit ein Gewässer 4. Ordnung. Der Bachname weist auf eine Furt hin.
Im Unterlauf säumen die Furtbek steile Ränder, wo gelegentlich Eisvögel jagen.